# Jorge Vargas (actor)
Jorge Francisco Vargas Ramírez  (Aguascalientes, México; 25 de junio de 1941 - Ciudad de México, México; 2 de noviembre de 2009), conocido artísticamente como Jorge Vargas, fue un cantante y actor mexicano.

## Biografía
Nació en Aguascalientes. Fue sobrino del actor y productor Ernesto Alonso y del torero Alfonso Ramírez Alonso El Calesero, hermano de Ernesto Alonso. Debutó como actor a muy temprana edad, con seis años de edad actuó en la película El precio de la gloria. A mediados de los 60 hizo su debut en telenovelas, siendo la primera Más fuerte que tu amor en 1966. Desarrolló una extensa carrera artística que incluyó telenovelas como La cruz de Marisa Cruces, El chofer, Mañana será otro día, Pasiones encendidas, La traición, La sonrisa del Diablo, María Isabel, La otra, Apuesta por un amor, entre muchas otras. Participó en películas como Me he de comer esa tuna, La silla vacía (película), A Lawless Street, El rey de los coleaderos, Esclavo y amo entre otras. También destacó como cantante.
En 1987, se le señaló como sospechoso, así como posible autor intelectual y material del asesinato del cantante Víctor Yturbe "El Pirulí", ocurrido en la puerta de su casa, ya que fue de los primeros en llegar la escena de dicho crimen por su labor que realizaba en dichos tiempos para la Policía del Estado de México (lo que levantó sospechas, al saberse que la misma escena fuera alterada presumiblemente por la familia de Yturbe sin mayor inconveniente), así como su mala relación entre ambos. Sin embargo Vargas declararía que a pesar de su enemistad con Yturbe, esto no "lo volvía un homicida".
En lo personal estuvo casado en dos ocasiones: la primera con la polémica cantante y actriz Lupita D'Alessio con la que procreó tres hijos, Jorge Francisco (fallecido), Jorge y Ernesto, también actor y cantante. El matrimonio terminó en divorcio. Se casó por segunda vez con Mary González con la que procreó dos hijas, Vanessa y Valeria. Estuvieron casados por 26 años, sin embargo el matrimonio también fracasó.
En octubre de 2009 le fue diagnosticado cáncer de colon, un mes más tarde fue operado y una bacteria se alojó en su cuerpo. Murió el 2 de noviembre de 2009, en Ciudad de México a los 68 años de edad. A pesar de que pidió ser cremado como su última voluntad, no se le cumplió su deseo debido a que su hijo Ernesto, decidió despedirlo bajo el rito protestante, a pesar de que Jorge era católico. En palabras de Ernesto: "Yo no escucho los mandatos de los hombres, no obedezco a la voluntad de ningún hombre, sino a la de Dios y será velado y enterrado cien por ciento cristiano y yo soy el que hablará y será el responsable de esto". Esto levantó diversas polémicas en torno a la posición de Ernesto. Su exesposa Lupita D'Alessio no quiso asistir al velorio ni al entierro, excusándose por un concierto que iba a ofrecer en Miami. En cambio, sí estuvieron presentes su última esposa Mary, sus dos hijas Valeria y Vanessa y el hijo menor de Lupita, César, a quien Jorge consideró como hijo suyo. Sus restos descansan en el Panteón Mausoleos del Ángel en la Ciudad de México.

## Relación con Lupita D' Alessio
Ambos se conocieron en 1971 cuando Lupita estaba promocionando su disco "Acaríciame" y se cuenta que fue por parte de ella amor a primera vista. En ese momento, Lupita tenía 17 años y Jorge 30, por lo que sus padres no aceptaban su relación, pero eso no impidió que tiempo después de empezar su relación, se casaran en secreto.  
No mucho tiempo después de su compromiso, tuvieron su primer hijo Jorge Francisco, quién falleció por una infección a los 28 días de su nacimiento. Tres años después tuvieron a su segundo hijo, Ernesto, quien decidió dedicarse de igual manera al espectáculo, pero sufrió mucho el cambio cuando sus padres se divorciaron en 1979, ya que Ernesto quedó al completo cuidado de su padre.  

## Filmografía

### Telenovelas
- Destilando amor (2007) .... Felipe Montalvo Gil
- Barrera de amor (2005-2006) .... Miguel Franco
- Apuesta por un amor (2004) .... Julio Montaño
- Amor real (2003) .... General Prisco Domínguez Cañero
- La otra (2002) .... Delfino Arriaga
- Mi destino eres tú (2000) .... Héctor Valderrama
- María Isabel II (1997-1998) .... Don Félix Pereira
- La sonrisa del Diablo (1992) .... Carlos Uribe
- Lo blanco y lo negro (1989) .... Julio Cantú
- La traición (1984-1985) .... Rafael del Valle
- Quiéreme siempre (1981-1982) .... Guillermo
- Una mujer marcada (1979-1980) .... Gilberto
- El enemigo (1979) .... Andrés
- Pasiones encendidas (1978-1979) .... Ricardo Reyes
- Corazón salvaje II (1977-1978) .... Francisco D'Autremont
- Mañana será otro día (1976-1977) .... Arturo Ramírez
- El chofer (1974-1975) .... Manuel
- La hiena (1973-1974) .... Germán Rivas
- Las gemelas (1972) .... Alberto
- La cruz de Marisa Cruces (1970-1971) .... Cristián
- La sonrisa del diablo I (1970) .... Rafael
- Puente de amor (1969-1970)
- El diario de una señorita decente (1969) .... Julio
- Pasión gitana (1968) .... Mario
- Amor en el desierto (1967)
- Sueña conmigo Donaji (1967)
- Más fuerte que tu amor (1966) .... Silvio
- Gutierritos (1966) .... Agente de la policía
- Siempre tuya (1964)

### Películas
- Duro y furioso (2008)
- El secuestro de un pesado (2007)
- El regreso del pelavacas (2005)
- Esclavo y amo (2003) .... Justino
- El corrido de Lino Rodarte (2003)
- La muerte del pelavacas (2003)
- Por un puñado de tierra (2002)
- El rey de los coleaderos (2001) .... José Landeros
- Tres fronteras (2001)
- Entre las patas de los caballos (2000)
- Tequila y mezcal (2000)
- Matar o morir (1999)
- El secuestro de un policía (1991)
- Ciudad sin ley (1990)
- La Coyota (1987)
- Los guaruras (1985)
- Crimen de ocasión (1985)
- El secuestro de Camarena (1985)
- La silla vacía (1984)
- La casa prohibida (1981)
- Los hombres no deben llorar (1976)
- Los ángeles de la tarde (1972)
- Me he de comer esa tuna (1972)
- Ya Ching (1972)
- El precio de la gloria (1948)

## Premios y reconocimientos

### Premios TVyNovelas
| Año  | Categoría                  | Programa/Telenovela | Resultado |
| ---- | -------------------------- | ------------------- | --------- |
| 1986 | Mejor conductor revelación | Estampas de México  | Nominado  |
| 1985 | Mejor actor                | La traición         | Nominado  |